# Sephisa djalia
Sephisa djalia är en fjärilsart som beskrevs av Hans Fruhstorfer 1913. Sephisa djalia ingår i släktet Sephisa och familjen praktfjärilar. Inga underarter finns listade i Catalogue of Life.